# Irma Vila

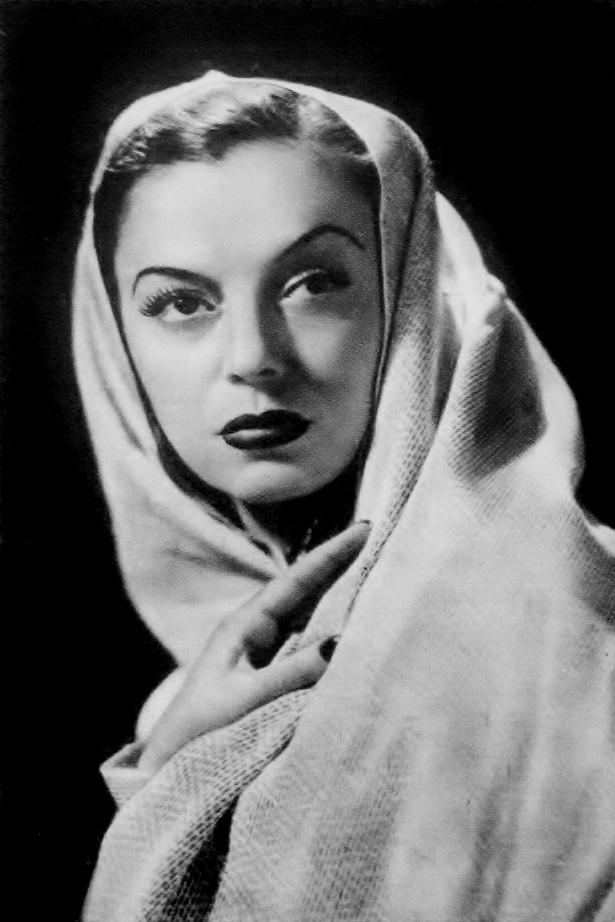
Irma Vila

Irma Vila (* 14. September 1916 als Armida Rojo Gamboa in San Blas, Municipio El Fuerte, Sinaloa; † 22. Mai 1993 in Mexiko-Stadt) war eine mexikanische Sängerin traditioneller Rancheras und Schauspielerin.

## Leben
Irma Vila trug den Beinamen „La Reina del Falsete“ (dt. „Die Königin des Falsett“), weil sie diese Stimmlage mit Leichtigkeit beherrschte. In den 1940er Jahren galt Vila als die bedeutendste mexikanische Sängerin, die vor allem in Spanien sehr bekannt war, und die von ihr dargebotenen traditionellen Lieder mit einem eigenen Stil versah, wie zum Beispiel bei Cielito lindo, Guadalajara und México lindo gut herauszuhören ist.
Weitere bekannte von ihr gesungene Lieder waren unter anderem Dos arbolitos, La llorona, La malagueña, El soldado de levita sowie das von ihr selbst komponierte La viajera ranchera.
Als Schauspielerin wirkte Vila in den Filmen Canta y no llores… (1949) und Canasta uruguaya (1951) sowie dem in Mexiko-Stadt aufgeführten Theaterstück Conozca a México. ¿Qué le cuesta? mit.